# Grudzień 2012

## 1 grudnia
- Enrique Peña Nieto objął urząd prezydenta Meksyku. (BBC News)

## 3 grudnia
- Pałac św. Jakuba obwieścił, że księżna Katarzyna oraz książę Wilhelm spodziewają się pierwszego dziecka. (wp.pl)

## 8 grudnia
- W zderzeniu dwóch samolotów niedaleko miejscowości Wölfersheim na północ od Frankfurtu nad Menem zginęło 8 osób. (tvn24.pl)

## 9 grudnia
- W wyborach parlamentarnych w Rumunii zwyciężyła Unia Socjalno-Liberalna, kierowana przez premiera Victora Pontę (BBC News).

## 11 grudnia
- Premier Mali, Cheick Modibo Diarra, został aresztowany, a następnie zrezygnował ze stanowiska. (BBC News)
- W wieku 92 lat zmarł Ravi Shankar, indyjski muzyk i kompozytor. (tvn24.pl)

## 14 grudnia
- Miała miejsce strzelanina w szkole podstawowej w Newtown w stanie Connecticut. Zginęło co najmniej 27 osób, w tym 20 dzieci. (tvn24.pl)

## 16 grudnia
- Corinthians São Paulo pokonało 1:0 Chelsea F.C. w finale, rozgrywanego w Japonii, klubowego pucharu świata w piłce nożnej. (Gazeta.pl)
- Zakończyły się, rozgrywane w Stambule, mistrzostwa świata w pływaniu na krótkim basenie. (FINA ISTANBUL 2012)
- W wyborach parlamentarnych w Japonii zwyciężyła Partia Liberalno-Demokratyczna (BBC News

## 19 grudnia
- Park Geun-hye została wybrana na prezydenta Korei Południowej (BBC News).

## 25 grudnia
- Pierwszy dzień Bożego Narodzenia, trzy katastrofy lotnicze: Mjanma (d. Birma, 2 ofiary śmiertelne /Deutsche Welle/); Kazachstan (27 ofiar /BBC News/) i Ukraina (5 ofiar /tvn24/).

## 29 grudnia
- W wieku 86 lat zmarł prof. Czesław Janicki, wicepremier i minister rolnictwa w rządzie Tadeusza Mazowieckiego. (wp.pl)
- 4 osoby zginęły, a 4 zostały ciężko ranne w katastrofie samolotu Tu-204 na moskiewskim lotnisku Wnukowo. (wp.pl)